# Nochen
Nochen is een kleine plaats in de gemeente Gummersbach in de Oberbergischer Kreis in Duitsland. Nochen ligt in het westen van de gemeente. Nochen hoort bij het traditionele gebied van het Nederfrankische dialect Limburgs. 
Nochen ligt aan de Uerdinger Linie. 